# Vinciguerria attenuata
La vinciguerria sottile (Vinciguerria attenuata) è un pesce abissale della famiglia Phosichthyidae.

## Distribuzione e habitat
La distribuzione di questa specie è probabilmente estesa a tutti gli oceani caldi e temperati; sicuramente si incontra nell'Oceano Atlantico e nel mar Mediterraneo dove è piuttosto comune.

Vive in acque aperte, facendo vita pelagica a profondità fino a 600 m ma si incontra fino almeno a 1200 m. Vive sempre in zone con acque molto profonde e non si incontra mai vicino a riva se non nello stretto di Messina, sulle cui rive si trova spiaggiato tutto l'anno.

## Descrizione
È un pesce di piccole dimensioni, simile all'acciuga come aspetto generale, con occhi rotondi molto grandi e bocca molto ampia, armata di denti appuntiti, l'apertura boccale raggiunge e supera gli occhi. 
Il corpo è snello e molto schiacciato lateralmente; il muso è appuntito. Le scaglie sono piccole e sistaccano molto facilmente al contatto. La pinna dorsale è abbastanza lunga ed è seguita da una pinna adiposa piccola.
La pinna anale è simile ma inserita più indietro. Pinne ventrali poste in posizione molto arretrata. Pinna caudale forcuta. I fotofori sono disposti in due file parallele fino al primo quarto della pinna anale e poi in una linea singola.
Alcuni fotofori sono disposti anche sul capo e sugli opercoli branchiali.
Il colore è argenteo ma il peduncolo caudale e la parte posteriore del corpo sono pressoché trasparenti. I fotofori sono di colore nero. Le pinne sono incolori. Spesso gli esemplari vivi mostrano una striscia scura longitudinale.

## Alimentazione
Si ciba di crostacei planctonici.

## Riproduzione
Uova e larve pelagiche. La riproduzione sembra che avvenga tra l'autunno e la primavera.

## Specie simili
La vinciguerria (Vinciguerria poweriae, (Cocco, 1838)) è l'unico altro membro del genere presente el Mediterraneo; è molto simile ma si può distinguere per le seguenti caratteristiche:
- la serie di fotofori tra la fine della pinna anale e la pinna caudale è più breve della lunghezza della testa (in V. attenuata è più lunga)
- il corpo è più allungato
- i fotofori sono più grandi e più distanti